# أستور بيازولا
آستور بانتاليون بيازولا (بالإسبانيّة: Ástor Pantaleón Piazzolla) موسيقيّ أرجنتيني ولد في 11 آذار عام 1921 في مدينة مار ديل بلاتا وتوفي في العاصمة الأرجنتينيّة بيونس آيرس عام 1992، أحدث عبر ثورة ونقلة نوعيّة لموسقي التانغو عبر مزجه في مؤلفاته الموسيقيّة عناصر من موسيقى الجاز والموسيقى الكلاسيكية بموسيقى التانغو التقليدية، بالإضافة لتأليف الموسيقيّ كان آستور مبدعاً في العزف على آلة الباندونيون، صنّف آستور كأحد أفضل موسيقيّ التانغو في القرن العشرين، من أشهر مؤلفات آستور بيازولا الموسقيّة: ليبرتانغو وتانغو: ساعة الصفر وحواس تانغو الخمس وسويت بانتا ديل إيستي.

## وصلات خارجية
- أستور بيازولا على موقع IMDb (الإنجليزية)
- أستور بيازولا على موقع الموسوعة البريطانية (الإنجليزية)
- أستور بيازولا على موقع مونزينجر (الألمانية)
- أستور بيازولا على موقع ألو سيني (الفرنسية)
- أستور بيازولا على موقع ميوزك برينز (الإنجليزية)
- أستور بيازولا على موقع أول موفي (الإنجليزية)
- أستور بيازولا على موقع قاعدة بيانات برودواي على الإنترنت (الإنجليزية)
- أستور بيازولا على موقع قاعدة بيانات الأفلام السويدية (السويدية)
- أستور بيازولا على موقع أول ميوزيك (الإنجليزية)
- أستور بيازولا على موقع ديسكوغز (الإنجليزية)

- Piazzolla.Org